# Get It Together
Albums de The Jackson 5
Skywriter
(1973) Dancing Machine
(1974)
Singles
1. Get It Together
2. Dancing Machine

Get It Together est le septième album studio (dixième en tout) du groupe américain The Jackson Five.

## Présentation
Il sort sous le label Motown le 12 septembre 1973. Le premier single à en être extrait est Get It Together et le second single est Dancing Machine. On y trouve une reprise des The Temptations, Hum Along and Dance. L'album est réédité en janvier 2010.

## Titres
1. Get It Together - Berry Gordy, Jr. / Don Fletcher / Hal Davis / Jerry Marcellino / Mel Larson - 2:48
2. Don't Say Goodbye Again - Leon Ware / Pam Sawyer - 3:24
3. Reflections - Brian Holland / Eddie Holland / Lamont Dozier - 2:58
4. Hum Along and Dance - Barrett Strong / Norman Whitfield - 8:37
5. Mama I Gotta Brand New Thing (Don't Say No) - Norman Whitfield - 7:11
6. It's Too Late to Change the Time - Leon Ware / Pam Sawyer - 3:57
7. You Need Love Like I Do (Don't You?) - Barrett Strong / Norman Whitfield - 3:45
8. Dancing Machine - Dean Parks / Don Fletcher / Hal Davis - 3:27